# Raúl González Blanco
Raúl González Blanco (Madrid, 27 juni 1977) - kortweg Raúl - is een voormalig Spaans voetballer die als centrumspits speelde. Raúl speelde ruim zestien seizoenen voor Real Madrid en speelde daarna nog bij achtereenvolgens Schalke 04, Al-Sadd en New York Cosmos. Van 1996 tot en met 2007 speelde hij 102 interlands voor het Spaans voetbalelftal, waarin hij 44 keer wist te scoren. Na zijn voetbalcarrière richtte Raúl zich op het voetbaltrainerschap.
Raúl was tot 5 november 2014 topscorer aller tijden van de UEFA Champions League met 71 doelpunten. Lionel Messi evenaarde hem die dag en ging hem op 25 november 2014 voorbij.

## Clubvoetbal

### Start carrière
Raúl begon als voetballer bij Atlético Madrid. Nadat voorzitter Jesús Gil y Gil de jeugdafdeling had opgedoekt, vertrok hij naar Real Madrid waar hij in de cantera terechtkwam. Raúl maakte in het seizoen 1994/95 op zeventienjarige leeftijd zijn debuut in het eerste elftal van de Koninklijke. Hij begon als linkermiddenvelder, maar sindsdien speelde Raúl vooral als spits of schaduwspits.

#### Europees topscorer
Op 28 september 2005 maakte hij tegen Olympiakos Piraeus zijn vijftigste doelpunt in de UEFA Champions League, wat hij later opvoerde tot 71 doelpunten. Zijn laatste doelpunt maakte hij met zijn nieuwe club Schalke 04 in de kwartfinale tegen Internazionale. Daarmee nam hij tien doelpunten voorsprong op eerste achtervolger Ruud van Nistelrooij in de CL-topscorersranglijst aller tijden. Raúl scoorde een doelpunt tijdens de verloren wedstrijd om de UEFA Super Cup tegen Galatasaray en een in de gewonnen wedstrijd om de wereldbeker voor clubteams tegen Vasco da Gama. Dit bracht zijn teller op 77 doelpunten, maar sommige bronnen spreken over 76 officiële Europese doelpunten.

#### Clubtopscorer
Op 31 januari 2009 maakte Raúl zijn 307e doelpunt voor Real Madrid. Hiermee evenaarde hij het record van Alfredo Di Stéfano. Op 15 februari 2009 scoorde Raúl tegen Sporting Gijon twee doelpunten, waarmee hij Di Stéfano passeerde en clubtopscorer aller tijden werd met 309 doelpunten. De inmiddels hoogbejaarde Di Stéfano verklaarde na het halen van de mijlpaal blij te zijn dat Raúl zijn record evenaarde en verwachtte dat hij nog veel meer doelpunten zou gaan scoren. "Hij kan zeker tot de 400 of 450 doelpunten komen," meldde Di Stéfano. "Hij is nog jong. Hij is nu 31 en kan met een beetje geluk doorspelen tot hij een jaar of 37, 38 is."

#### Statistieken
| Seizoen | Club            | Land                      | Competitie                   | Duels | Goals |
| ------- | --------------- | ------------------------- | ---------------------------- | ----- | ----- |
| 1994/95 | Real Madrid     | Vlag van Spanje           | Primera División             | 28    | 9     |
| 1995/96 | Real Madrid     | Vlag van Spanje           | Primera División             | 40    | 19    |
| 1996/97 | Real Madrid     | Vlag van Spanje           | Primera División             | 42    | 21    |
| 1997/98 | Real Madrid     | Vlag van Spanje           | Primera División             | 35    | 10    |
| 1998/99 | Real Madrid     | Vlag van Spanje           | Primera División             | 37    | 25    |
| 1999/00 | Real Madrid     | Vlag van Spanje           | Primera División             | 34    | 17    |
| 2000/01 | Real Madrid     | Vlag van Spanje           | Primera División             | 36    | 24    |
| 2001/02 | Real Madrid     | Vlag van Spanje           | Primera División             | 35    | 14    |
| 2002/03 | Real Madrid     | Vlag van Spanje           | Primera División             | 31    | 16    |
| 2003/04 | Real Madrid     | Vlag van Spanje           | Primera División             | 35    | 11    |
| 2004/05 | Real Madrid     | Vlag van Spanje           | Primera División             | 32    | 9     |
| 2005/06 | Real Madrid     | Vlag van Spanje           | Primera División             | 26    | 5     |
| 2006/07 | Real Madrid     | Vlag van Spanje           | Primera División             | 35    | 7     |
| 2007/08 | Real Madrid     | Vlag van Spanje           | Primera División             | 37    | 18    |
| 2008/09 | Real Madrid     | Vlag van Spanje           | Primera División             | 37    | 18    |
| 2009/10 | Real Madrid     | Vlag van Spanje           | Primera División             | 30    | 5     |
| 2010/11 | Schalke 04      | Vlag van Duitsland        | Bundesliga                   | 34    | 13    |
| 2011/12 | Schalke 04      | Vlag van Duitsland        | Bundesliga                   | 32    | 15    |
| 2012/13 | Al-Sadd         | Vlag van Qatar            | Qatari League                | 22    | 9     |
| 2013/14 | Al-Sadd         | Vlag van Qatar            | Qatari League                | 17    | 2     |
| 2015    | New York Cosmos | Vlag van Verenigde Staten | North American Soccer League | 28    | 8     |
| Totaal  | Totaal          | Totaal                    | Totaal                       | 683   | 275   |

## Erelijst
| Competitie                        |             |                                                      |             |             |
| Competitie                        | Aantal      | Jaren                                                |             |             |
| Real Madrid                       | Real Madrid | Real Madrid                                          | Real Madrid | Real Madrid |
| --------------------------------- | ----------- | ---------------------------------------------------- | ----------- | ----------- |
| Mondiaal                          |             |                                                      |             |             |
| Intercontinental Cup              | 2x          | 1998, 2002                                           |             |             |
| Continentaal                      |             |                                                      |             |             |
| UEFA Champions League             | 3x          | 1997/98, 1999/00, 2001/02                            |             |             |
| UEFA Super Cup                    | 1x          | 2002                                                 |             |             |
| Nationaal                         |             |                                                      |             |             |
| Primera División                  | 6x          | 1994/95, 1996/97, 2000/01, 2002/03, 2006/07, 2007/08 |             |             |
| Supercopa de España               | 4x          | 1997, 2001, 2003, 2008                               |             |             |
| Schalke 04                        |             |                                                      |             |             |
| DFB-Pokal                         | 1x          | 2010/11                                              |             |             |
| DFL-Supercup                      | 1x          | 2011                                                 |             |             |
| Al-Sadd                           |             |                                                      |             |             |
| Qatari League                     | 1x          | 2012/13                                              |             |             |
| Emir of Qatar Cup                 | 1x          | 2014                                                 |             |             |
| New York Cosmos                   |             |                                                      |             |             |
| North American Soccer League      | 1x          | Lenteseizoen 2015                                    |             |             |
| North American Supporters' Trophy | 1x          | 2015                                                 |             |             |
| Soccer Bowl                       | 1x          | 2015                                                 |             |             |

## Nationaal elftal
Raúl staat tweede op de topscorerslijst aller tijden van het Spaans nationale elftal, onder David Villa. Hij debuteerde in oktober 1996 tegen Tsjechië. Hij nam deel aan alle grote toernooien tussen 1998 en 2006, maar werd gepasseerd voor het door Spanje gewonnen EK 2008, WK 2010 en EK 2012. Raúl nam met het Spaans olympisch voetbalelftal deel aan de Olympische Spelen in Atlanta, Verenigde Staten, waar de ploeg van bondscoach Javier Clemente in de kwartfinale met 4–0 verloor van Argentinië.

## Privé
Raúl trouwde op 1 juli 1999 met het Spaanse model Mamen Sanz. Ze kregen samen vier zonen en een dochter.

## Trivia
- In maart 2004 werd Raúl verkozen in de lijst van 125 beste nog levende voetballers.